# دژا وو (ترانه اولیویا رودریگو)
«دژا وو» (انگلیسی: Deja Vu) ترانه‌ای از اولیویا رودریگو، خوانندهٔ آمریکایی است. این ترانه در ۱ آوریل ۲۰۲۱ از طریق گفن و اینترسکوپ رکوردز به عنوان دومین تک‌آهنگ از نخستین آلبوم استودیویی رو به انتشار رودریگو، ترش  منتشر شد. این ترانه در ۲۹ مارس ۲۰۲۱—سه روز قبل از انتشار ترانه در وبگاه او و از طریق حساب‌های رسانه‌های اجتماعی او اعلام شد. این ترانه دنباله‌ای برای نخستین تک‌آهنگ تجاری موفق او، «گواهی‌نامه رانندگی» است. گفته می‌شود که «دژا وو» دربارهٔ یک شکستگی قلب باشد و یک اثر ایندی پاپ و سایکدلیک پاپ با عناصر آلترناتیو راک است.
رودریگو آهنگ را با تهیه کننده دنیل نیگرو نوشت. تیلور سویفت ، جک آنتونوف و سنت وینسنت نیز از آنجایی که آهنگ سوئیفت "تابستان ظالم " را در سال ۲۰۱۹ انتشار داد، اعتبار آهنگسازی دریافت کردند. "دژا وو" یک پاپ روانگردان ، پاپ راک ، پاپ هنری و ایندی پاپ می بیند که رودریگو از معشوق سابقش که رابطه متفاوتی را دنبال می کند ، درباره دژاوو خود بازجویی می کند ، وقتی رفتار او با علاقه و عشق جدید او چیزهایی را برمی انگیزد با رودریگو کار می کرد موزیک ویدیوی همراه در مالیبو ، کالیفرنیا تنظیم شده است و دوست دختر جدید سوژه را به تصویر می کشد که از همه سبک ها و عادات رودریگو تقلید می کند.
“دژا وو” در بیلبورد تک اهنگ داغ ۱۰۰ آمریکا در رتبه هشتم قرار گرفت و دومین تک آهنگ متوالی ترش را برای ورود به ۱۰ رتبه برتر جدول برتر بعد از "گواهینامه رانندگی" به ثبت رساند ؛ رودریگو همچنین اولین هنرمندی در تاریخ بود که دو تک آهنگ اول خود را به در ۱۰ اهنگ برتر به ثبت رساند. این آهنگ پس از انتشار ترش به رتبه ۳ خود در جدول رسید و سومین تک آهنگ برتر او شد. در سایر نقاط ، این آهنگ در استرالیا ، کانادا ، ایرلند،لتونی ، مالزی ، نیوزلند ، سنگاپور و انگلستان به ده رتبه برتر رسید.